# Mia Lakenmacher
Mia Marit Lakenmacher (* 11. November 2002 in Lübbecke) ist eine ehemalige deutsche Handballspielerin, die für den deutschen Bundesligisten Buxtehuder SV auflief.

## Karriere

### Im Verein
Lakenmacher begann das Handballspielen beim Hannoverschen SC. Im Mai 2014 wechselte die Rückraumspielerin zur HSG Hannover-Badenstedt. Mit der Badenstedter C-Jugend gewann sie im Jahr 2017 die Landesmeisterschaft von Niedersachsen und Bremen. Nachdem sich im Jahr 2018 ein Stammverein aus der Spielgemeinschaft verabschiedet hatte, wurde die HSG Hannover-Badenstedt aufgelöst und sie lief anschließend für den verbliebenen Stammverein TV Hannover-Badenstedt auf. Ab 2018 gehörte Lakenmacher auch dem Kader der Damenmannschaft des TV Hannover-Badenstedt an, mit dem sie 2019 die  Drittligameisterschaft gewann, jedoch verzichtete der Verein auf sein Aufstiegsrecht. Mit der A-Jugend lief sie zusätzlich in der Jugendbundesliga auf. Ab Mai 2019 musste sie aufgrund eines Syndesmosebandrisses pausieren. Nachdem ihre Verletzung im September 2019 auskuriert war, zog sie sich im November desselben Jahres einen Riss des vorderen Kreuzbandes zu.
Lakenmacher stand ab der Saison 2020/21 beim Buxtehuder SV unter Vertrag. Ihre ersten Spiele in Buxtehude absolvierte sie mit der A-Jugend in der Jugendbundesliga. Anschließend wurde sie, bis zur coronabedingten Saisonunterbrechung, für die 2. Damenmannschaft in der 3. Liga eingesetzt. Lakenmacher gab am 27. Dezember 2020 ihr Bundesligadebüt gegen Frisch Auf Göppingen. Im Mai 2021 riss ihr im Viertelfinale um die deutsche A-Jugendmeisterschaft erneut das Kreuzband. Nachdem Lakenmacher ein Jahr später ihr Comeback gegeben hatte, riss ihr am 9. März 2023 im Training erneut ihr Kreuzband. Im April 2024 gab sie ihr Karriereende bekannt.

### In Auswahlmannschaften
Lakenmacher nahm ab Februar 2015 am Landesstützpunkttraining der niedersächsischen Auswahl der Jahrgänge 2000 und 2001 teil. Zwei Monate später wurde sie bei der Sichtung ihres Jahrganges in die Landesauswahl berufen. Lakenmacher wurde neben den Trainingsmaßnahmen ihres Jahrgangs zusätzlich zu Lehrgängen der älteren Jahrgänge eingeladen. Nachdem Lakenmacher im Februar 2017 an der DHB-Sichtung teilgenommen hatte, wurde sie anschließend zu Trainingsmaßnahmen der Jugendnationalmannschaft eingeladen. Am 11. Januar 2019 bestritt sie ihr Debüt für die deutsche Jugendnationalmannschaft gegen die Schweiz. Auf eine Teilnahme an der U-17-Europameisterschaft 2019 musste sie verletzungsbedingt verzichten.

## Sonstiges
Ihr Vater Sven Lakenmacher sowie ihr Großvater Wolfgang Lakenmacher sind ehemalige Handballnationalspieler, die jeweils an den Olympischen Spielen teilnahmen. Ihr Bruder Fynn Lakenmacher ist Fußballprofi bei SV Darmstadt 98.